# Catanzaro Calcio a 5 Stefano Gallo 79
L'Associazione Sportiva Dilettantistica Catanzaro Calcio a 5 Stefano Gallo 79 è stata una squadra italiana di calcio a 5 con sede a Catanzaro.

## Storia
Fondata nel 2012 come G.S.D. Atletico Catanzaro Stefano Gallo '79 dalla fusione fra due delle principali realtà del capoluogo calabrese ovvero la Catanzarese Stefano Gallo nata nel 1979, e l'Atletico Catanzaro, allora entrambe militanti nel campionato regionale di Serie C1.
Il 27 agosto 2012 è partita l'avventura della neonata società, e di conseguenza è stato delineato l'organigramma societario, con a capo, nel ruolo di presidente, Pino Mirante, coadiuvato dai vicepresidenti Antonio Alfieri e Raffaele Leo.
Ottenuto il ripescaggio in Serie B, la società acquista giocatori di livello provenienti anche da categorie superiori per allestire una formazione attrezzata ed in grado di affrontare il nuovo campionato. Arrivano a Catanzaro i brasiliani Cleber Biscaro, portiere, proveniente dal Pordenone e con alle spalle numerose esperienze in Serie A, l'ultimo Rafael Salomao, proveniente dalla Me.Co. Potenza, il laterale Thiago Daga, proveniente dal Palestrina, e il pivot Wellington Ribeiro, proveniente dal Frosinone. Nonostante le premesse, il Catanzaro disputa una stagione anonima, sfiorando comunque i play-off in campionato e uscendo al primo turno della Coppa Italia di categoria.
All'inizio della stagione successiva, avvengono dei cambi nello staff dirigenziale. Il vicepresidente Antonio Alfieri assume infatti il controllo della società, mentre Raffaele Leo, continuerà il suo lavoro all'interno della società nelle vesti di vicepresidente.
A differenza della stagione precedente, la politica della società è fondata su giovani o comunque elementi locali, che non comportano un eccessivo dispendio di energie economiche. Tuttavia la squadra disputa un campionato assolutamente al di sopra delle aspettative, conquistando quindici punti nelle prime sette gare, frutto di cinque vittorie e due sconfitte e mantenendo stabilmente il terzo posto in graduatoria, vedendosi superare dalla Virtus Rutigliano in dirittura d'arrivo, ma conquistando comunque la qualificazione ai play off per il salto di categoria. Sarà proprio la formazione pugliese ad estromettere i calabresi alla corsa alla Serie A2. Decisivo in tal senso, il perentorio 0-8 subito dai catanzaresi nella gara di andata.
Al termine della stagione 2013-2014, viene ripescata nel campionato nazionale di Serie A2, assumendo nell'occasione la corrente denominazione. Il primo passo attuato dalla società, è stata la conferma di mister Andrea Lombardo. Tuttavia l'esordio nella seconda serie del campionato italiano di calcio a 5 è sfortunato, i catanzaresi in casa capitolano nel derby calabrese contro l'Atletico Belvedere.
La prima, storica, vittoria nel campionato di Serie A2 arriva alla quarta giornata. I giallorossi prevalgono, in trasferta a Roma, sul Torrino.

## Colori e simboli

### Colori
Fin dalla fondazione i colori del club sono il giallo e il rosso, che sono anche i colori della città di Catanzaro. La divisa, nel corso della breve storia della società, ha subito variazioni. La prima divisa fu interamente gialla con richiami rossi, completata da calzoncini e calzettoni rossi bordati di giallo. A partire dalla stagione 2013-2014 la formazione calabrese ha indossato una divisa a strisce verticali giallorosse, con colletto rosso bordato di giallo. I calzettoni e i calzoncini erano interamente neri, costituendo così un completo atipico per l'ambiente calcistico catanzarese.
| Stagione 2012-2013 | Stagione 2013-2014 |

### Simboli ufficiali

#### Stemma
Il primo stemma del Catanzaro Calcio a 5 era composto da uno scudetto circolare nero all'interno del quale trovavano posto la testa di un'aquila, bianca, e la stilografia del viso di Stefano Gallo, calcettista catanzarese deceduto prematuramente, che giocò nel Catanzaro Club, la formazione catanzarese che disputò il campionato di Serie A 1989-1990.
A partire dalla stagione 2013-2014, è stato adottato un logo che richiama quello dell'Catanzaro, composto da uno scudetto sulla cui sommità campeggia la dicitura CATANZARO CALCIO A 5. Al centro del logo c'è l'Aquila imperiale accordata da Carlo V, ripresa fedelmente dallo stemma della città di Catanzaro. Una linea verticale divide in due lo scudetto così da consentire l'inserimento dei colori sociali della squadra. Lo stemma è completato da uno scudo che riproduce i tre colli su cui si erge la città e da un nastro azzurro, stretto dal becco dell'aquila, su cui è riportato il motto "Sanguinis effusione" (ottenuta, sottinteso, "con spargimento di sangue"), motivato dalle perdite riportate in varie battaglie dai combattenti catanzaresi. Sottostante l'aquila, la scritta Stefano Gallo.

## Strutture

### Palazzetto
Il Catanzaro Calcio a 5 ha sempre disputato le sue gare interne al PalaGallo, principale impianto sportivo indoor della città di Catanzaro, avente una capienza di 3.500 posti. Sito nel quartiere Corvo, per questo chiamato anche PalaCorvo, ha ospitato fra l'altro la Final Eight della Coppa Italia 2005-2006. Tuttavia, a seguito del ripescaggio in Serie A2 avvenuto nell'estate 2014, la società ha dovuto cambiare la sede dei propri incontri casalinghi a causa dell'inadeguatezza del precedente impianto.
Il 17 luglio 2014 la società ha raggiunto l'accordo con il Comune di Pentone, che prevederà la concessione esclusiva per i prossimi vent'anni al Catanzaro Calcio a 5 Stefano Gallo del PalaSant'Elia, sito nell'omonima frazione del suddetto comune. La struttura è dotata di spogliatoi, palestra e infermeria, oltre che di un campo di gioco 40 m x 20 m omologato per gare internazionali.
Nel febbraio 2015, i Carabinieri della compagnia di Pentone hanno apposto i sigilli all'impianto a causa di presunte irregolarità nell'apertura dello stesso, legate a carenze strutturali; da lì in poi, i calabresi hanno disputato le restanti gare di campionato al Polifunzionale di Vibo Valentia e al palazzetto di Sant'Andrea Apostolo dello Ionio.

### Centro di allenamento
Il Catanzaro Calcio a 5 ed il suo settore giovanile disputano le proprie sedute di allenamento presso il PalaSant'Elia, struttura che ospita anche gli incontri casalinghi.

## Società

### Organigramma societario
Organigramma tratto dal sito ufficiale della Divisione Calcio a 5.
- Antonio Alfieri - Presidente
- Raffaele Leo - Vice presidente
- Pier Santo Gallo - Addetto stampa
- Nicola Alfieri - Team Manager
- Piero Nisticò - Direttore generale, addetto arbitri
- Aldo Nicola Calabrese - Dirigente accompagnatore prima squadra
- Giuseppe Rubino - Dirigente accompagnatore Under 21
- Vincenzo Fabiano - Responsabile scuola calcio
- Antonio Ferraro - Responsabile scuola calcio VV

### Sponsor
- 2012-2013 Onze[17]
- 2013-2015 Erreà[18]
- 2016-oggi Joma[18]

- 2012-2014 Tortuga Pub[17][18]
- 2014-oggi Tortuga Pub/Semeraro/Onebet360[14]

### Settore giovanile
Nel luglio 2014 è stato firmato l'accordo che suggella la collaborazione nell'ambito del settore giovanile fra il Catanzaro Calcio a 5 e i Bulldog, società vibonese, erede e tutti gli effetti della Licogest che disputò il campionato di Serie A2 2009-2010, militante in Serie C2. La società ipponica sarà un'affiliata di quella catanzarese e giocherà con il doppio logo sulla maglia. Inoltre le due società finalizzeranno iniziative congiunte dal punto di vista del marketing.
La società giallorossa dispone di una propria scuola calcio a 5 e prende parte ai campionati della categoria Juniores e Under 21.

## Allenatori e presidenti
- 2012-2016  Andrea Lombardo[6][13]
- 2016  Gianluigi Mardente

- 2012-2013  Pino Mirante[6]
- 2013-2016  Antonio Alfieri[7]

## Giocatori

### Il Catanzaro e le Nazionali di calcio
Luca Frustace, classe 1997, nel 2015 ha ricevuto la sua prima convocazione nella Nazionale Under-21.

## Statistiche e record

### Partecipazioni ai campionati
| Livello | Categoria | Partecipazioni | Debutto   | Ultima stagione |
| ------- | --------- | -------------- | --------- | --------------- |
| 2º      | Serie A2  | 3              | 2014-2015 | 2016-2017       |
| 3º      | Serie B   | 2              | 2012-2013 | 2013-2014       |

## Organico

### Rosa 2016-2017
Rosa tratta dal sito ufficiale della Divisione Calcio a 5.
| N° | Naz.                  | Ruolo | Sportivo                 | Anno     |  |  |
| -- | --------------------- | ----- | ------------------------ | -------- |  |  |
| 8  | Italia (bandiera)     | POR   | Marco Levato             | 22.04.88 |  |  |
| 22 | Italia (bandiera)     | POR   | Michele Zerbo            | 28.07.97 |  |  |
| 1  | Norvegia (bandiera)   | POR   | Kenneth Rakvaag          | 20.08.83 |  |  |
| 4  | Italia (bandiera)     | DIF   | Andrea Calabrese         | 05.10.93 |  |  |
|    | Italia (bandiera)     | UNI   | Manuel Patamia           | 26.09.97 |  |  |
| 2  | Brasile (bandiera)    | DIF   | Lucas Juninho            | 02.11.82 |  |  |
| 3  | Italia (bandiera)     | UNI   | Giorgio Pilato           | 14.02.95 |  |  |
| 21 | Brasile (bandiera)    | DIF   | Rafinha Souza            | 19.02.88 |  |  |
| 11 | Italia (bandiera)     | LAT   | Giuseppe Muccari         | 01.08.94 |  |  |
| 7  | Danimarca (bandiera)  | POR   | Christoffer Haagh        | 17.02.87 |  |  |
| 20 | Brasile (bandiera)    | LAT   | Murillo Trobia           | 23.06.89 |  |  |
| 5  | Portogallo (bandiera) | LAT   | Osvaldo Fernandes Moreno | 23.11.92 |  |  |
| 23 | Italia (bandiera)     | LAT   | Giuseppe Borello         | 02.11.92 |  |  |
| 12 | Italia (bandiera)     | LAT   | Matteo Calabrese         | 26.10.90 |  |  |
|    | Italia (bandiera)     | LAT   | Alessandro Nigri         | 04.04.96 |  |  |
|    | Italia (bandiera)     | PIV   | Lorenzo Millea           | 06.09.97 |  |  |
| 14 | Brasile (bandiera)    | PIV   | Alcides Pereira De Souza | 16.12.80 |  |  |
| 9  | Italia (bandiera)     | PIV   | Alessandro Ferraro       | 22.09.82 |  |  |
|    | Italia (bandiera)     | LAT   | Alessandro Voci          | 08.11.96 |  |  |

### Staff tecnico
Staff tecnico tratto dal sito ufficiale della Divisione Calcio a 5.
- Gianluigi Mardente - Allenatore prima squadra
- Michele Marullo - Vice allenatore prima squadra, under 21 e preparatore dei portieri
- Aldo Nicola Calabrese - Dirigente accompagnatore prima squadra
- Giuseppe Rubino - Dirigente accompagnatore under 21
- Carlo Le Pera - Allenatore Under 21
- Stefano Gaccione - Allenatore Under 18 e scuola calcio
- Paolo Blandino - Allenatore scuola calcio VV
- Michele Rossi - Medico sociale
- Antonio Riilo - Preparatore atletico